# Saessolsheim

Saessolsheim este o comună în departamentul Bas-Rhin, Franța. În 1 ianuarie 2022 avea o populație de 602 de locuitori.